# Bandera (geometría)

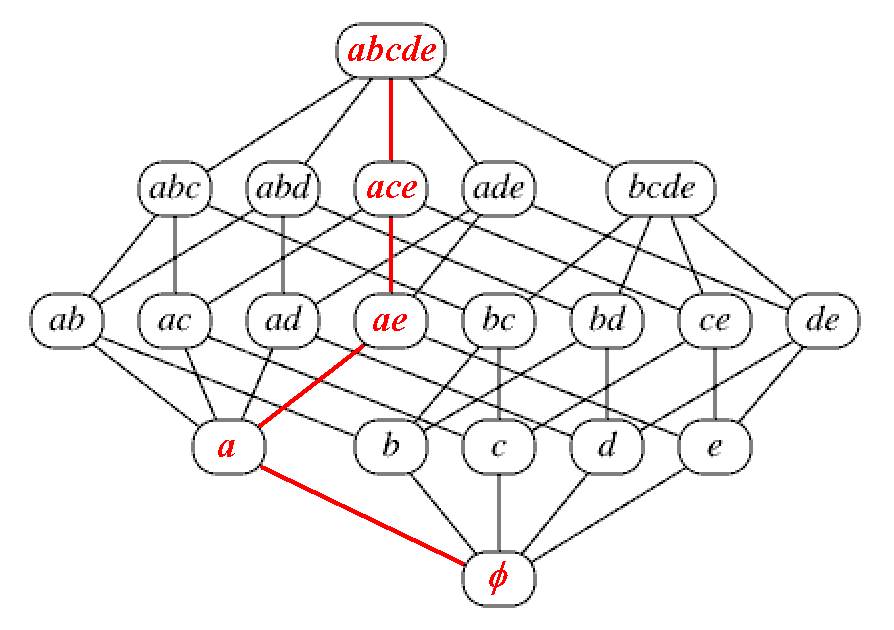
Diagrama de la cara de una pirámide cuadrada que muestra una de sus banderas

En el campo de la geometría de los poliedros se define una bandera como una secuencia de caras de un politopo, cada una contenida en la siguiente, con exactamente una cara de cada dimensión.
Más formalmente, una bandera ψ de un politopo n es un conjunto {F–1, F0, ..., Fn}  tal que Fi ≤ Fi+1 (–1 ≤ i ≤ n – 1) y hay precisamente un Fi en ψ para cada i, (–1 ≤ i ≤ n). Ya que, sin embargo, la cara mínima F–1 y la cara máxima Fn deben formar parte de cada bandera, a menudo se omiten de la lista de caras para abreviar su escritura. Estos dos últimos elementos se denominan caras impropias.
Por ejemplo, una bandera de un poliedro se compone de un vértice, una arista incidente con ese vértice y por una cara poligonal incidente con ambos, más las dos caras impropias.
Un politopo puede considerarse regular si, y solo si, su grupo de simetría es transitivo en sus banderas. Esta definición excluye los politopos quirales.

## Geometría de incidencia
En el marco más abstracto de la geometría de incidencia, que es un conjunto que tiene una relación simétrica y reflexiva llamada incidencia definida en sus elementos, una bandera es un conjunto de elementos que son mutuamente incidentes. Este nivel de abstracción generaliza tanto el concepto poliédrico anterior como el concepto relacionado de bandera empleado en el álgebra lineal.
Una bandera es máxima si no está contenida en una bandera más grande. Una geometría de incidencia (Ω, I) tiene rango r si Ω se puede dividir en conjuntos Ω1, Ω2, ..., Ωr, de modo que cada bandera máxima de la geometría interseca a cada uno de estos conjuntos exactamente en un elemento. En este caso, los elementos del conjunto Ωj se denominan elementos de tipo j.
En consecuencia, en una geometría de rango r, cada bandera máxima tiene exactamente r elementos.
Una geometría de incidencia de rango 2 se denomina comúnmente estructura de incidencia con elementos de tipo 1 denominados puntos y elementos de tipo 2 denominados bloques (o líneas en algunas situaciones). Más formalmente,
Una estructura de incidencia es una tripleta D = (V, B, I) donde V y B son dos conjuntos disjuntos cualesquiera y I es una relación binaria entre V y B, es decir, I ⊆ V × B. Los elementos de V se denominarán puntos, los de B bloques y los de I banderas.